# Perda auditiva condutiva

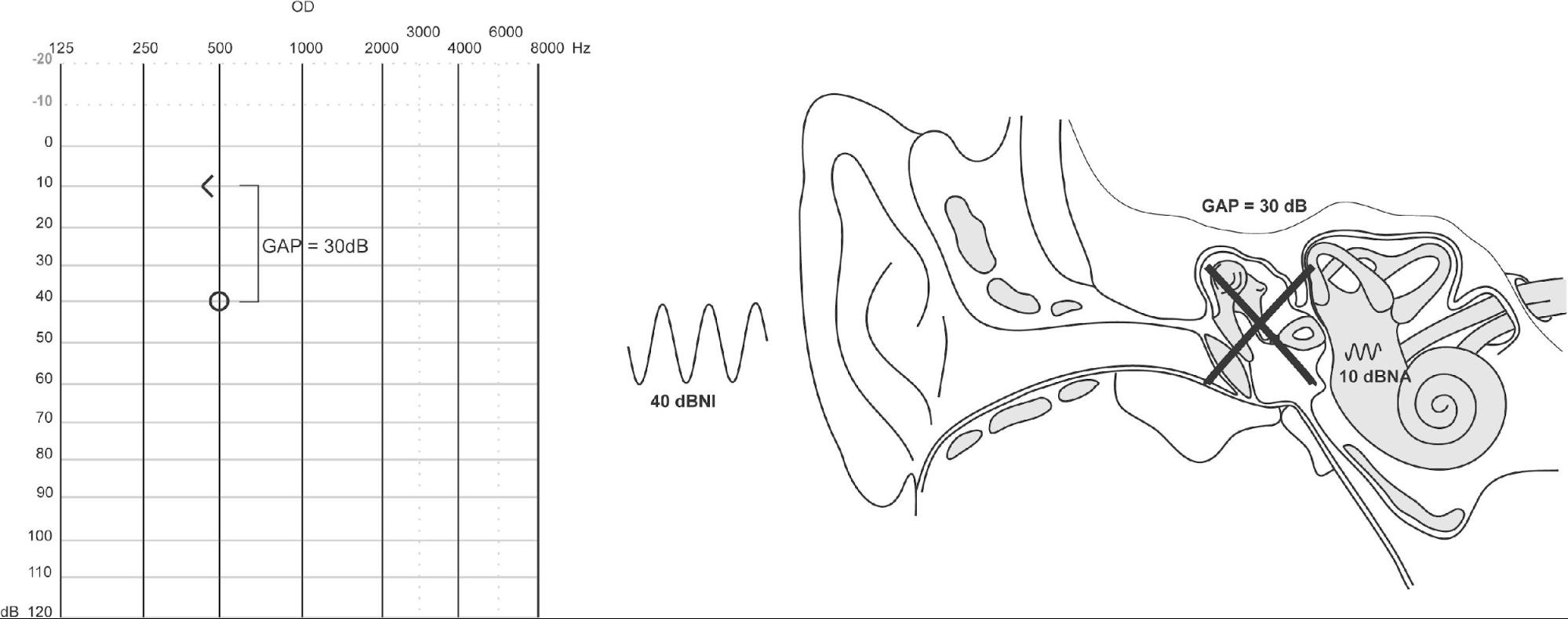
Exemplo de perda auditiva condutiva na frequência de 500 Hz. A cóclea não apresenta alterações, mas a orelha média apresenta alteração que dificulta a condução do som da orelha externa à orelha interna. Desta forma, no audiograma, identifica-se gap aéreo-ósseo (diferença a partir de 15 dB entre o limiar da via aérea e o limiar da via óssea)

A perda auditiva condutiva é qualquer alteração de orelha externa e média que possa diminuir a quantidade de energia a ser transmitida a orelha interna. Segundo o Relatório Mundial da Audição publicado pela OMS em 2021, foi divulgado que até 2050, a proporção de pessoas com algum tipo de perda auditiva no mundo será de 1 a cada 4 pessoas. As perdas auditivas são classificadas de acordo com: grau de severidade, tipo, configuração audiométrica e lateralidade.
Quanto ao tipo de deficiência auditiva, esta se relaciona com a localização das estruturas afetadas no sistema auditivo. E, desta maneira, compara os limiares de via aérea (VA) e de via óssea (VO) de cada orelha, separadamente.

## Conceito
Na perda auditiva condutiva, as ondas sonoras não alcançam a orelha interna de forma adequada, seja por problemas na orelha externa (meato acústico) ou na orelha média (membrana do tímpano, cadeia ossicular, janelas redonda ou oval, ou mesmo a tuba auditiva), acarretando numa redução da acuidade auditiva, e assim, caracterizando-se por um problema na condução do som.
Neste tipo de perda auditiva, o limiar de VO (Via óssea) deve estar dentro de seu limite de normalidade (até 15 dB) e o limiar de VA (Via aérea) acima de seu limite de normalidade (20 ou 25 dB), sendo indicativo de que o problema se encontra na orelha média e/ou externa.

## Características audiológicas
A audiometria é o primeiro exame responsável pela detecção do diagnóstico da perda auditiva, nela, são pesquisados os limiares tonais de cada orelha, isto é, a intensidade mínima que o indivíduo conseguirá escutar em cada uma de suas orelhas. Entretanto, o diagnóstico quanto ao tipo de perda auditiva só poderá ser obtido a partir da pesquisa da via aérea e da via óssea.
A partir dos resultados encontrados em uma audiometria será analisado os limiares.
Para a perda auditiva ser do tipo condutiva, é necessário que os limiares de via aérea estejam rebaixados (maiores que 25dB), geralmente fica entre 25dB e 65dB, porém com a via óssea preservada (menores ou até 15dB), indicando que há algum componente condutivo impedindo a passagem total do som.
Além da perda auditiva condutiva, existem as perdas sensorioneural e mista.

## Logoaudiometria
A logoaudiometria consiste em uma série de amostras de fala padronizadas, apresentadas a partir do audiômetro no transdutor, tendo  como principal objetivo verificar os resultados obtidos na audiometria tonal liminar.
Os resultados esperados na logoaudiometria de uma pessoa com perda auditiva condutiva, são compatíveis aos de uma pessoa normal, pois o som só estará sendo transmitido com menor intensidade, sem causar distorção, mas é necessário considerar o grau da perda, uma vez que, os limiares poderão se encontrar muito rebaixados.
O limiar de reconhecimento de fala (LRF), que será obtido com uma lista de palavras, abaixando-se a intensidade do aparelho até encontrar a menor intensidade audível, deverá expressar um valor igual ou até 10 dB maior que a média entre as frequências 500hZ, 1000Hz e 2000Hz obtidas na audiometria tonal liminar.
O índice percentual de reconhecimento de fala (IPRF), em que será apresentada uma lista de 25 dissílabos, os quais o indivíduo terá que repetir, deverá obter uma porcentagem de acertos entre 100% e 92% para confirmar o resultado da perda auditiva condutiva.
Já o limiar de detecção de voz (LDV) é o teste mais simples a se fazer, é mais utilizado para pessoas não oralizadas ou que possuam uma distorção muito grande dos sons, obtendo um resultado muito alterado nos testes anteriores; portanto, em situações de indivíduos oralizados, e que tenham apenas a perda auditiva condutiva, o essencial é não precisar realizar este teste.

## Imitanciometria
A timpanometria irá indicar alterações na orelha média, uma vez que o exame é realizado com uma pressão extrema no conduto, inserida por uma sonda, enquanto o conduto estará ocluído por uma oliva para que não haja o escape da pressão, para aumentar a rigidez da orelha média e dessa forma, aumentar sua impedância a passagem do som. As medidas utilizadas para obter uma curva timpanométrica, serão a pressão e volume da orelha média. Esta curva irá variar de acordo com a alteração de orelha média apresentada.
- Tipo A: mobilidade normal do sistema tímpano-ossicular.
- Tipo As/Ar: amplitude reduzida, indicando baixa mobilidade do sistema tímpano-ossicular. Curva presente em condições de aumento de rigidez do sistema, pode ser encontrada em casos de otosclerose.
- Tipo Ad: amplitude aumentada, indica hipermobilidade do sistema tímpano-ossicular. Segundo vários autores, é compatível com disjunção de cadeia ossicular.
- Tipo C: curva caracterizada por pico de máxima admitância deslocado para pressão negativa, compatível com disfunção tubária.
- Tipo B: curva plana caracterizada por ausência de pico de máxima admitância, indicando ausência de mobilidade do sistema tímpano-ossicular; encontrada em casos de presença de líquido no espaço da orelha média, como otites, ou em perfurações da membrana timpânica.
- Tipo D: curva com duplo pico de máxima admitância.
Reflexos acústicos ausentes: Em perdas unilaterais, o reflexo ipsilateral da orelha afetada estará ausente e o reflexo contralateral da orelha não afetada também, ambas por problema de eferência. Já em perdas bilaterais, todos os reflexos estarão ausentes, pelo mesmo problema.

### Emissões Otoacústicas Evocadas - EOE
Emissões Otoacústicas Evocadas por Estímulo Transiente: Estará ausente pois para que haja registro de emissão otoacústica, a onda sonora deve alcançar as células ciliadas externas e retornar parcialmente, sendo, portanto,  necessariamente obrigatória a passagem pela orelha externa e média. Entretanto, caso estas se encontrem com problemas, as emissões passarão com dificuldade e chegarão à cóclea com pouca energia para serem interpretadas pelas CCE, do mesmo modo que o retorno até a orelha externa para ser captado pela sonda encontrará impedimentos e por isso, há ausência de resposta.
Emissões Otoacústicas Evocadas por Produto de Distorção: dois tons puros são apresentados simultaneamente, ocorrendo a distorção da resposta da cóclea, pois o órgão não consegue processar tão bem quando chegam dois tons puros se comparado a quando chega apenas um, devido à inabilidade da membrana basilar de responder excitações simultâneas e isto, se relaciona com a organização tonotopia da cóclea. Em perdas condutivas, poderá está ausente ou com respostas aumentadas, já que o caminho percorrido pelo som encontrará obstáculos a nível de orelha média, dificultando sua condução até a cóclea e, consequentemente, seu retorno.

### Potencial Evocado Auditivo de Tronco Encefálico - PEATE
Na avaliação pelo Potencial Evocado Auditivo de Tronco Encefálico encontra-se latências absolutas das ondas I, III e V aumentadas devido à dificuldade a nível de OE e/ou OM para que a onda sonora seja amplificada, causando um atraso simétrico nas três principais ondas registradas neste exame;  as latências dos intervalos interpicos I-III, III-V, I-V apresentam valores normais visto que nas estações da via auditiva central em que estas ondas são registradas não há alterações e sim na parte periférica do sistema auditivo; o limiar eletrofisiológico pode estar moderadamente elevado já que o local aonde há amplificação da onda sonora não está completamente funcionante.

## Causas
As causas comuns de perda auditiva condutiva incluem:
Otosclerose: Crescimento anormal de tecido ósseo perto do estribo;
Malformações de orelha externa e média: Ocorre por alteração do desenvolvimento embrionário do 1º sulco branquial;
Otites: Comum especialmente em crianças, onde há o acúmulo de secreção na orelha média;
Disfunção tubária: Refere-se à impermeabilidade temporária ou persistente da tuba auditiva, podendo colabar e apresentar sintomas como plenitude auricular, sensação de ouvido tampado, autofonia, dor;
Rolha de cerúmen: Excesso de cerúmen acumulado na orelha, fornecendo uma impedância a passagem do som para a orelha média e eventual transmissão à orelha interna.
Perfuração da membrana timpânica: Causa uma comunicação anormal entre orelha média e orelha interna, com limiares alterados e desconforto auditivo para o indivíduo.
Corpos estranhos: A presença de corpos estranhos no conduto irão, assim como a rolha de cera, fornecer impedância para a entrada do som.
Disjunção de cadeia ossicular: Perda da continuidade na cadeia ossicular, afetando a transmissão aérea sonora.

## Sintomas
Os principais sintomas de perda auditiva a serem percebidas pelo indivíduo são:
- Sensação da intensidade de voz mais fraca, abafada;
- Sensação de "ouvido tampado", também conhecida como plenitude auricular;
- Zumbido;

Os sintomas irão variar de acordo com o motivo associado a perda auditiva, sendo que, em todos os casos, a sensação de estar escutando pior permanecerá, enquanto outros sintomas associados como dores, vertigem irão diferir para cada caso.

## Tratamento
Pode ser tratada de diferentes formas, dependendo da causa da perda, tipo e grau.
Quando há ausência ou deformação de estruturas do ouvido, como em casos de malformações, o tratamento adequado para recuperar a perda auditiva, é o uso de próteses ósteo-ancoradas, estimulando diretamente a cóclea.
Quando há a presença de um corpo estranho no conduto, rolhas de cera ou excesso de cerúmen, o indivíduo deverá ser encaminhado ao médico otorrinolaringologista, que irá fazer a remoção e/ou limpeza adequada.
Em casos de infecção, como otites, os antibióticos ou medicamentos antifúngicos são uma opção.
A cirurgia de reconstrução da membrana timpânica também entrará como tratamento caso seja esse o motivo da perda auditiva e a regeneração não estiver ocorrendo da forma adequada.
Outros tipos de cirurgia a serem considerados são as de colocação de tubo de ventilação para otites secretoras, ou até mesmo a reconstrução do tímpano e ossículos (exemplo: estapedectomia para substituir o estribo, quando paralisado pela otosclerose).
A perda auditiva condutiva pode demonstrar uma condição reversível, que com o tratamento correto a partir da descoberta da origem do problema, tende a desaparecer, porém em casos cujos limiares encontram-se muito rebaixados, ou o tratamento não se demonstra eficiente o suficiente, pode ser necessário o uso de aparelhos de amplificação sonora temporariamente, ou permanentemente para propiciar maior conforto ao indivíduo e não atrapalhar em sua comunicação e atividades do dia a dia.